# Nadir Afonso
Nadir Afonso Rodríguez, GOSE, (Chaves, 4 de diciembre de 1920 – Cascais, 11 de diciembre de 2013) fue un arquitecto y pintor portugués pionero de la abstracción geométrica, que trabajó al principio de su carrera con Le Corbusier y Oscar Niemeyer. Estudió pintura en París, coincidiendo con Víctor Vasarely, Fernand Léger, Auguste Herbin y André Bloc, y llegó a ser uno de los primeros artistas en trabajar en el arte cinético.

## Biografía
Nadir Afonso, nació en Chaves, distrito de Vila Real. Hijo de  Palmira Rodrigues Afonso y del poeta Artur Maria Afonso, tras finalizar el bachillerato ingresó en la Escuela de Arquitectura de Oporto en 1938. Su poco habitual nombre se lo sugirió al padre un señor gitano con quien coincidió de camino al Registro Civil, donde iba a inscribirlo como Orlando.
Con cuatro años realizó su primera "obra" en una pared de su casa: un círculo perfecto de color azul, que anticipó su vida bajo los dictados del ritmo y la precisión geométrica. En su adolescencia se dedicó a pintar, lo que le valió su primer premio nacional a los 17 años. En 1938 se mudó a la ciudad de Oporto para inscribirse en la Escuela de Bellas Artes y cursar un grado de pintura. Sin embargo, su brillante expediente de la escuela secundaria le permitió matricularse en Arquitectura, que entonces era una carrera más prometedora.
En 1946 abandona su ciudad para formarse en París donde, por mediación de Candido Portinari obtiene una beca de estudio del gobierno francés que le permite inscribirse en la École des Beaux-Arts.
En 1951 se establece en Brasil y trabaja con Oscar Niemeyer, fundamentalmente en el proyecto del IV centenario de  São Paulo, Parque do Ibirapuera. A finales de 1954 regresó a París.
En 1965 Nadir Afonso decide abandonar definitivamente la arquitectura para dedicarse por entero a la pintura.
En 1974, realiza una exposición individual en la Selected Artists Galleries de Nueva York. La crítica lo aclama como "uno de los primeros exponentes de la abstracción geométrica en Portugal y uno de los artistas europeos de una nueva generación".

## Obra

### Pensamiento estético
La obra de Nadir Afonso se encuadra dentro de un proceso sustentado por la reflexión y el análisis teórico-filosófico de elaboración propia, cuya puesta en práctica constituye el hilo conductor de su metodología racional. Para él, la estética, que presupone la relación entre las leyes universales y las leyes geométricas que coexisten en la Naturaleza, es el elemento indispensable para alcanzar la armonía y la relación mutable de las funciones y las necesidades que determinan las leyes evolutivas, no específicas de la obra de arte.
Su obra está marcada por varios periodos que son el resultado de la evolución natural de su pintura. Si en sus inicios abordó la representación de lo real, su evolución lo llevó desde el expresionismo con que representó repetidamente la ciudad de Oporto, pasando por el geometrismo, el periodo abstracto, hasta las últimas producciones del conocido como periodo fractal dedicado a las grandes metrópolis.

### Obra escrita